# Корбина Телеком
«Корбина Телеком» — российская телекоммуникационная компания. Штаб-квартира — в Москве. В настоящий момент полностью принадлежит компании «ВымпелКом». Ранее «Вымпелком» владел 49 % акций компании напрямую, а остальным 51 % акций «Корбины» владел опосредованно через свою компанию Golden Telecom.
Образована в конце 1995 года. Поглощена сотовым оператором «ВымпелКом», предоставляющим услуги в СНГ под брендом «Билайн». С 1 декабря 2009 года услуги домашнего интернета «Корбины Телеком» предоставляются под брендом «Билайн».

## Собственники и руководство
Собственники компании:
- Golden Telecom — 51 % (в 2008 году поглощена компанией ВымпелКом);
- ВымпелКом — 49 %[1].

Генеральный директор компании ЗАО «Инвестэлектросвязь» — Александр Малис. Вице-президент — Дмитрий Малов.

## Деятельность

### Предоставляемые услуги
- Высокоскоростной доступ в интернет для пользователей домашних сетей: осуществляется по технологии VPN (PPTP, L2TP) без шифрования; также без использования VPN, так называемая web-авторизация.
- Высокоскоростной доступ в интернет для юридических лиц: доступ в интернет без использования VPN-технологии. Типичные для Москвы скорости подключения: 5, 10, 20, 30, 100 Мбит/с (и кратные им скорости). Типичная для Москвы среда подключения: отдельное оптическое волокно для каждого дома, отдельная витая пара до каждого клиента. Для области — радиорелейная линия или xDSL. В некоторых случаях используется упрощённая схема подключения юрлиц в Москве через оборудование домашней сети, что характеризуется более умеренной стоимостью.
- Точка-точка — предоставление клиенту сквозного канала передачи данных между двумя или более географически удалёнными пунктами. Как правило, имеется в виду технология Ethernet.
- Цифровая телефония. Клиенту в рамках этой услуги предоставляется номерная ёмкость, один или несколько потоков E1 для подключения к АТС.
- Colocation — размещение сервера в дата-центре компании, подключение его к интернет-магистрали.
- VoIP: передача голосовых данных поверх IP-сети.
- IP-телевидение: трансляция эфирных TV-каналов по собственной IP-сети.
- Email, виртуальный хостинг.
- Мобильная телефония.
- Ретрекер в локальной сети Санкт-Петербурга, Москвы и ещё нескольких городов: скачивание торрентов со скоростью, ограниченной скоростью локальной сети.

### Структура волоконно-оптической сети Москвы
Волоконно-оптическая сеть «Корбины Телеком» протяжённостью 4500 км охватила более 100 районов Москвы.
- Опорная сеть: два двадцатигигабитных кольца, построенных с использованием высокопроизводительных маршрутизаторов Cisco, соединяющих несколько узлов ядра. Основные узлы опорной сети:
  - Штаб-квартира на Рязанском проспекте
  - Москвичка — основная точка размещения клиентов colocation. Здание фабрики «Москвичка» на ул. Окская
  - ММТС-9 — основная точка обмена IP- и телефонного трафика между московскими и российскими провайдерами
  - ММТС-10 — дополнительная точка пиринга между провайдерами
  - МГУ — Московский государственный университет. Данный узел, благодаря своему высокому расположению, является в том числе одной из базовых станций корпоративной радиорелейной сети, охватывающей территорию ближайшего Подмосковья и, иногда, соседних областей (далее «БС РРЛ»)
  - Котельническая набережная — в том числе БС РРЛ
  - Каширское шоссе
  - Стокгольм — на узле в Стокгольме установлен высокопроизводительный маршрутизатор, осуществляющий обмен трафиком с ведущими европейскими Internet-провайдерами Level3, TeliaSonera, Cogent и Global Crossing
  - ТЭЦ-23 — в том числе БС РРЛ
  - Коровинское шоссе
- Сеть распределения: состоит из Ethernet-коммутаторов Cisco Catalyst, подключенных к опорной сети на скоростях 1 Гбит/с по технологиям 1000-BaseX или 10 Гбит/с. Оборудование поддерживает QoS, Multicast, MPLS
- Районные узлы: подключены к сети распределения одним или несколькими волоконно-оптическими каналами связи пропускной способностью 1 Гбит/с (некоторые районные узлы уже подключены на скорости 10 Гбит/с). Часть районов, расположенная в основном за МКАД, подключена по временным радиорелейным каналам пропускной способностью 2-100 Мбит/с. В основном это РРЛ с пропускной способностью от 34 до 68 Мбит/с.
- Дома́: подключены оптическим волокном от районных узлов, ширина полосы пропускания — 1 Гбит/с
- Квартиры: оборудование абонентов подключено к Ethernet-коммутатору кабелем UTP категории 5E (витая пара). Каждому абоненту обеспечивается полнодуплексная пропускная способность 100 Мбит/с.

Помимо передачи IP-трафика, оптическая магистральная сеть поддерживает передачу цифровых голосовых данных с использованием технологий SDH.

### Московская и соседние области
Помимо Москвы, цифровая сеть компании охватывает населённые пункты как ближайшего Подмосковья, так и соседних областей. В населённых пунктах ближайшего Подмосковья (несколько километров от МКАД), таких как Химки, Люберцы, уже присутствует собственная оптическая сеть компании. Города и посёлки Подмосковья (до нескольких десятков километров от МКАД), такие как Ногинск, Жуковский, пос. Менделеево Солнечногорского р-на, Сергиев Посад, Долгопрудный, Балашиха и др., как правило, подключены с использованием беспроводных высокоскоростных технологий от ближайших базовых станций Москвы («ТЭЦ-23», «МГУ», «Коровинское ш.», «Новокузьминская», «Котельническая наб.»). По данным «iKS-Consulting», оператор занимает второе место на московском рынке широкополосного доступа в Интернет, занимая 16 % рынка.

### Региональная сеть
Региональная сеть «Корбина Телеком» состоит из нескольких десятков собственных сетей в таких городах, как Тула, Ростов-на-Дону, Самара, Ульяновск, Волгоград, Волжский, Воронеж, Рязань, Кострома, Ярославль, Саратов, Оренбург, Томск и другие. Данные сети, как правило, объединены как с использованием арендованных цифровых WAN-каналов у таких региональных провайдеров, как Ростелеком, ТрансТелеком, Golden Telecom, так и с использованием собственных каналов связи, построенных на базе технологий радиорелейной связи (Калуга, Рязань).
Самым крупным региональным проектом на август 2009 года «Корбины Телеком» является сеть передачи данных Санкт-Петербурга (более 120 тыс. абонентов).

### Клиенты и партнёры
- Golden Telecom использовал цифровую сеть компании «Корбина Телеком» для организации единой WiFi сети в Москве (Golden Wifi). В дальнейшем сеть сменила название на Beeline WiFi.
- Компания КофеХауз использует магистральную сеть «Корбина Телеком» для предоставления гостям своих ресторанов и кофеен возможности пользоваться WiFi.

### WiMax
- Компанией Golden Telecom до начала своего поглощения планировалось развитие 4G в крупнейших городах России. После перехода управления к «Вымпелкому» использование технологии WiMAX было сочтено бесперспективным и развертывание сетей было отменено.